# Cyornis ruficauda
Cyornis ruficauda е вид птица от семейство Muscicapidae.

## Разпространение
Видът е разпространен в Индонезия, Малайзия и Филипините.